# Empoasca carneola
Empoasca carneola är en insektsart som först beskrevs av Henry Fairfield Osborn 1928.  Empoasca carneola ingår i släktet Empoasca och familjen dvärgstritar. Inga underarter finns listade i Catalogue of Life.